# Montjaux
Montjaux é uma comuna francesa na região administrativa de Occitânia, no departamento de Aveyron. Estende-se por uma área de 31,48 km². Em 2010 a comuna tinha 426 habitantes (densidade: 13,5 hab./km²).